# Bobby Word
Bobby Word (ur. w Lancaster) – amerykański koszykarz grający na pozycjach rozgrywającego lub rzucającego obrońcy, obecnie zawodnik Legii Warszawa.
27 września 2018 dołączył do Legii Warszawa. 8 października opuścił klub.